# SPコード
SPコード（エスピーコード）とは、文字情報を内包した二次元コードの一種で、対応の読取装置で読み取ると、音声で文字情報を聴くことができるコードである。
2003年、株式会社オリジナルデザインと株式会社廣済堂が共同開発したコードである。2009年9月5日より、「視覚障害者用活字文書読上げ装置」として重度障害者（児）日常生活用具の指定品目となった。
作成方法は、SPコードにしたい文章をMicrosoft Wordで作成し、専用ソフトであるSP Code Maker-One Click Editionでデジタル化をする。コードの大きさは、文字数で決まり800文字で18 mm角、1000文字で20 mm角となる。音声は男性、女性の2種類で作成できる。
印刷物に印刷することにより、視覚障害者にも情報の提供が出来る様になるため、地方公共団体や金融機関が出す印刷物や病院の処方箋やいわゆるお薬手帳の服薬指導などの情報、ピザ宅配会社のメニューなどにも、SPコードの添付が見られる。
専用の読み取り装置としては「スピーチオ（2009年3月5日販売中止）」と、その後継機種である「スピーチオプラス（平成21年9月5日発売）」、「テルミー」があり、AndroidのGoogle Playアプリもある。
SPコードの『SP』とは「スーパー」の意味である。